# Hypericum laxiflorum
Hypericum laxiflorum är en johannesörtsväxtart som beskrevs av N.Robson. Hypericum laxiflorum ingår i släktet johannesörter, och familjen johannesörtsväxter. Inga underarter finns listade i Catalogue of Life.